# Gothiscandza

El área en rojo comprende la cultura de Wielbark a principios del siglo. El territorio de Gotland está identificada en rosa y la extensión tradicional de Götaland en verde.

Gothiscandza, según el historiador Jordanes en su obra Getica, fue la primera zona de asentamiento de los godos, en la cuenca del Vístula, tras su migración desde Scandza (Escandinavia), que tuvo lugar durante la primera mitad del siglo I d. C.
Jordanes menciona que la tribu oriental de los godos, que venían desde Scandza, acaudillados por el rey Berig, nada más llegar, bautizaron el territorio como Gothiscandza. Pronto ocuparon los asentamientos de los rugios (también llamados Ulmerugi, otra tribu germánica que habría llegado antes que los godos), que vivían en la costa y los expulsaron hacia occidente. Luego vencieron en el campo de batalla a sus nuevos vecinos, los vándalos.
Después de algún tiempo, por lo menos cuatro generaciones tras el caudillaje de Berig, y durante el reinado del rey Filimer su número se multiplicó. Filimer decidió que debían abandonar Gothiscandza y desplazarse hasta Oium (Escitia). Muchos arqueólogos e historiadores han propuesto la teoría que la palabra Gothiscandza está relacionada lingüísticamente con el idioma casubio y otras lenguas lenguas eslavas occidentales, como es el caso por ejemplo de Gdańsk (alemán: Danzig).

## Etimología
Una interpretación de Gothiscandza se inclina hacia una forma latinizada del godo gutisk-an[d]ja, "Fin Gótico (o Frontera Gótica)", ya que el territorio de los godos se extendía hasta ese lugar.
Otra interpretación se inclina hacia an[d]ja como sinónimo de "cabo" y que la palabra compuesta significa "península gótica". Es posible que la palabra sea producto de la fusión de gótico y Escandinavia. Herwig Wolfram menciona ambas propuesta "Costa gótica" y "Scandia gótica", pero favorece esta última ya que la primera se considera "lingüísticamente cuestionable".